# سكوت ماسون (مقدم برامج إذاعية)
سكوت ماسون (بالإنجليزية: Scott Mason)‏ هو مقدم برامج إذاعية أمريكي، ولد في 26 سبتمبر 1959، وتوفي في 19 أبريل 2015.